# Rodolphe Piguet
Pour les articles homonymes, voir Piguet.
Rodolphe Eugène Piguet, né le 6 février 1840 à Genève où il meurt le 17 octobre 1915, est un graveur et peintre suisse.

## Biographie
Élève de Charles Glardon (1825-1887), Édouard Castres et Barthélemy Menn, Rodolphe Piguet est peintre, à l'huile et sur émail, à Genève. Il part ensuite aux États-Unis en 1863, d'abord à New-York, résidant sur Broadway, essayant d'y développer sa technique sur émail. Il y rencontre Alfred Cadart qui venait de fonder la Société des aquafortistes, et qui le forme à cette technique, qu'il utilise à partir de 1871. Piguet voyage ensuite en Caroline du Nord. Il croise James Vaucher, membre d'une prestigieuse famille suisse, et dont il fait le portrait. Piguet est alors professeur de dessin, livrant des illustrations pour les revues The Aldine et The Daily Graphic. Cadart le publie dans L'Eau-forte en... et L'Illustration nouvelle, où il donne des paysages américains,. Il élargit le registre de ses techniques de gravure en adoptant la manières noires et la pointes sèches.
En 1878, il s'établit à Paris, puis à Lagny-sur-Marne, où une rue porte toujours son nom. Il participe régulièrement aux expositions internationales. À compter de 1876, il expose au Salon de Paris et se dit élève de Jules Lefebvre, et ce, jusqu'en 1905, montrant principalement des portraits gravés ainsi que quelques paysages. Piguet expose également au salon de la Société nationale des beaux-arts (1891, 1892). En 1890, Une française de 1900, son portrait gravé de Jeanne Granier pour L'Estampe française, est exposé par la Société des peintres-graveurs français chez Durand-Ruel et salué par la critique,. Enfin, il expose au Salon d'automne de 1903.
En mars 1901, il est nommé chevalier de la Légion d'honneur.
Dans les premiers temps édité par la veuve d'Alfred Cadart, Piguet a collaboré à quelques ouvrages illustrés et sa production comprend plus de 700 planches,, sans compter des pastels. En 1893, John Grand-Carteret publie quelques-unes de ses gravures dans Le Livre et l'Image.
Il revient vivre à Genève vers 1910 où il meurt cinq ans plus tard.

## Ouvrages illustrés
- Almanach fantaisiste pour 1882, Société des éclectiques / Lemerre, 1881, avec Émile Bin, Albert Duvivier, Charles Fichot et Edmond Morin.
- Edmond About, Les Mariages de Paris, 52 illustrations gravées par Jules Huyot, Société des amis des livres, 1887.
- Georges Bertin, Joseph Bonaparte en Amérique (1815-1832), portrait en frontispice, Librairie de la Nouvelle Revue, 1893.
- Promenades artistiques au village suisse , 25 eaux-fortes et pointes sèches, Genève, Exposition nationale suisse, 1896.
- Portraits de bibliophiles célèbres, préfacé par Victor Mercier, incluant 88 eaux-fortes, Société des amis des livres, 1899, avec Eugène Abot, Paul Victor Avril et Gaston Manchon.

## Collection publiques
- Genève, Musée d'Art et d'Histoire : fonds le plus important de gravures.
- Nemours, Château-Musée : 
  - La Parisienne, 1885, tirage Charles Chardon[12].
  - Jeune femme, 1888, tirage A. Lemercier[13].
  - Madame, 1900, estampe[13].
  - Lauretta, 1910, pointe sèche d'après Jules Lefebvre[14].
- Paris, école des Beaux-Arts : 
  - Suissesse du Canton de St. Gall, 1903, Impr. Louis Fort.
  - Général Alfred Chanzy, s.d.
  - Edmond Boissier, s.d. Impr. A. Lemercier.

## Galerie

Quelques gravures de Piguet
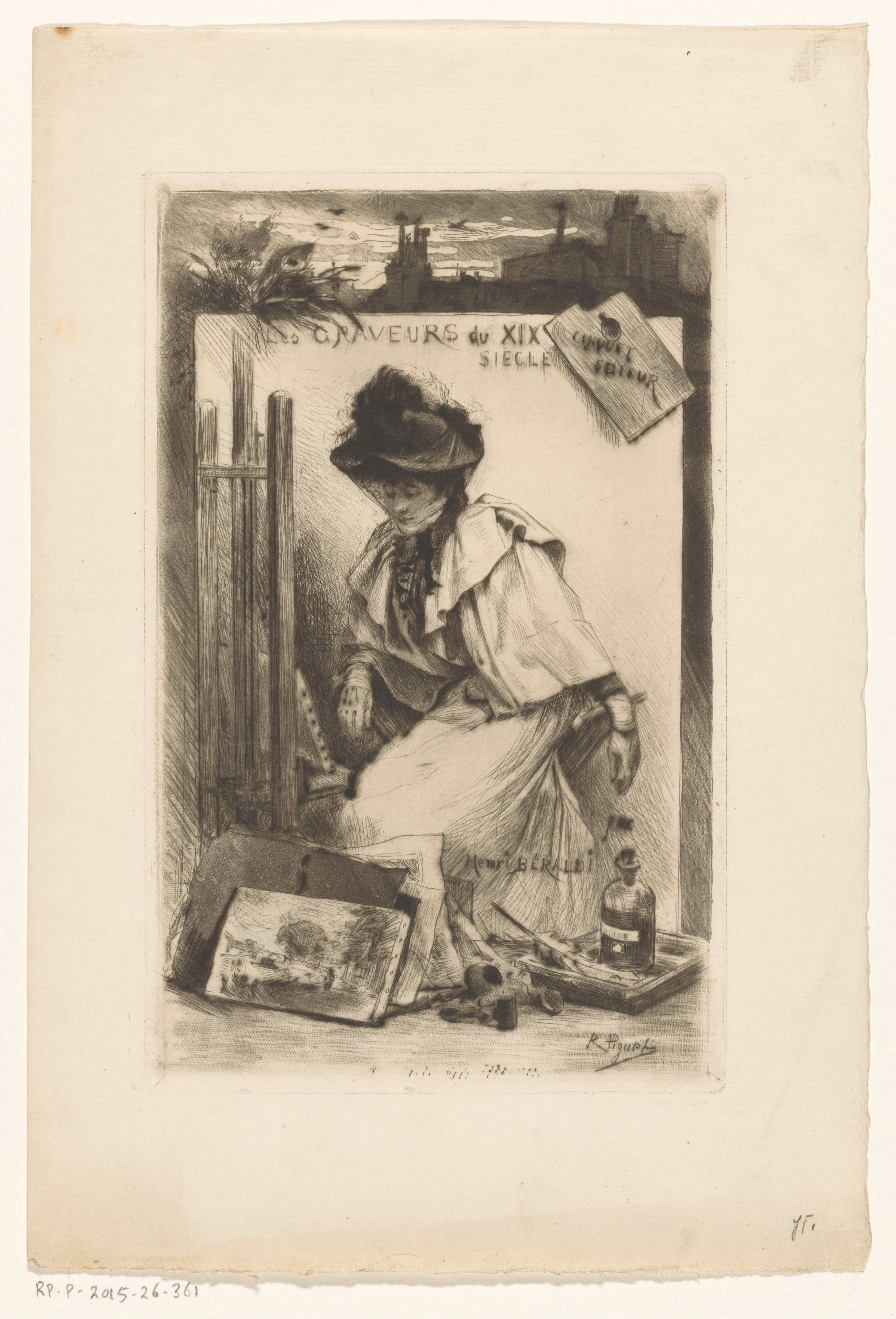
Frontispice des Graveurs du dix-neuvième siècle, tome 10, Conquet, 1890.
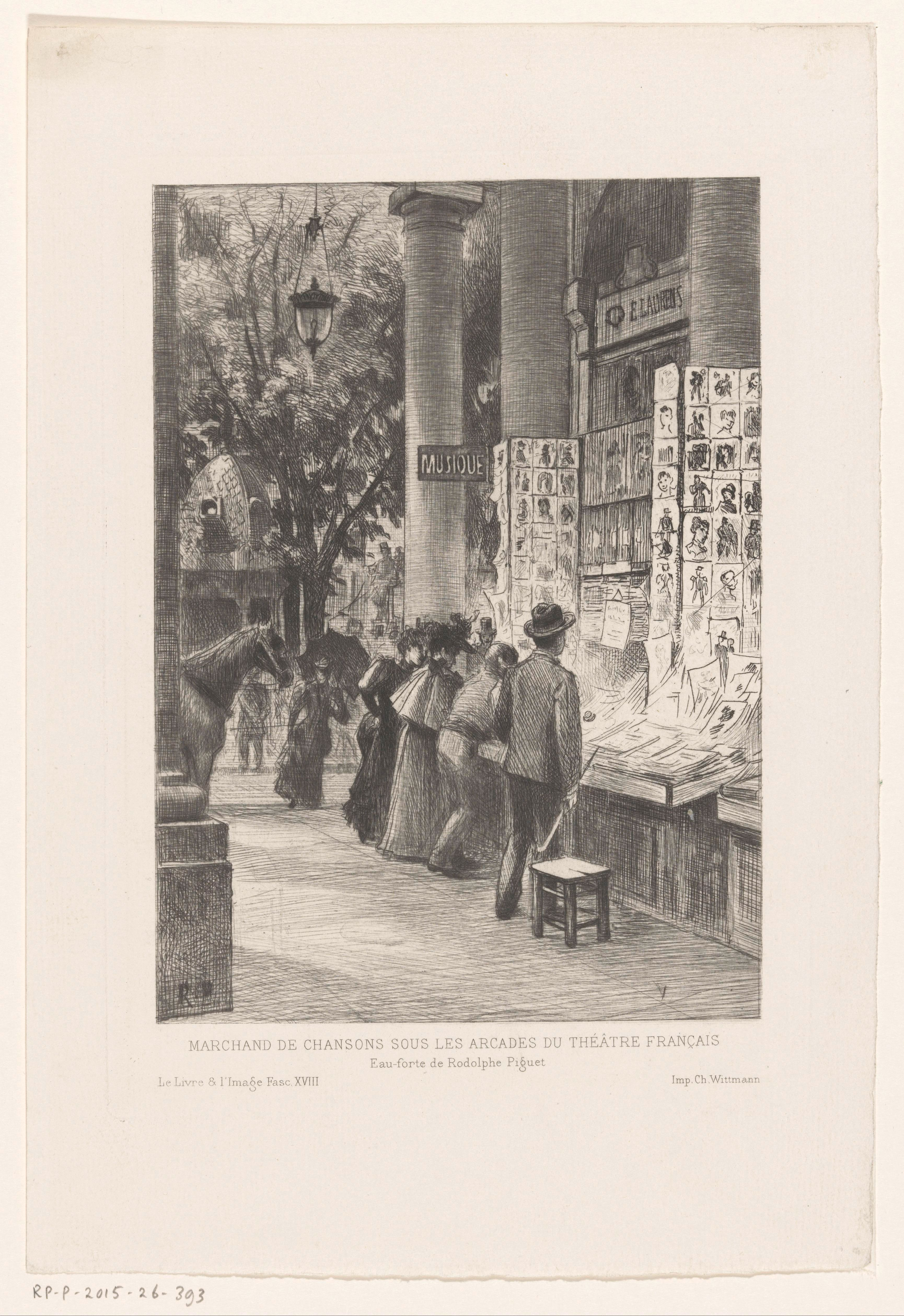
Marchand de chansons sous les arcades du Théâtre Français (1893)
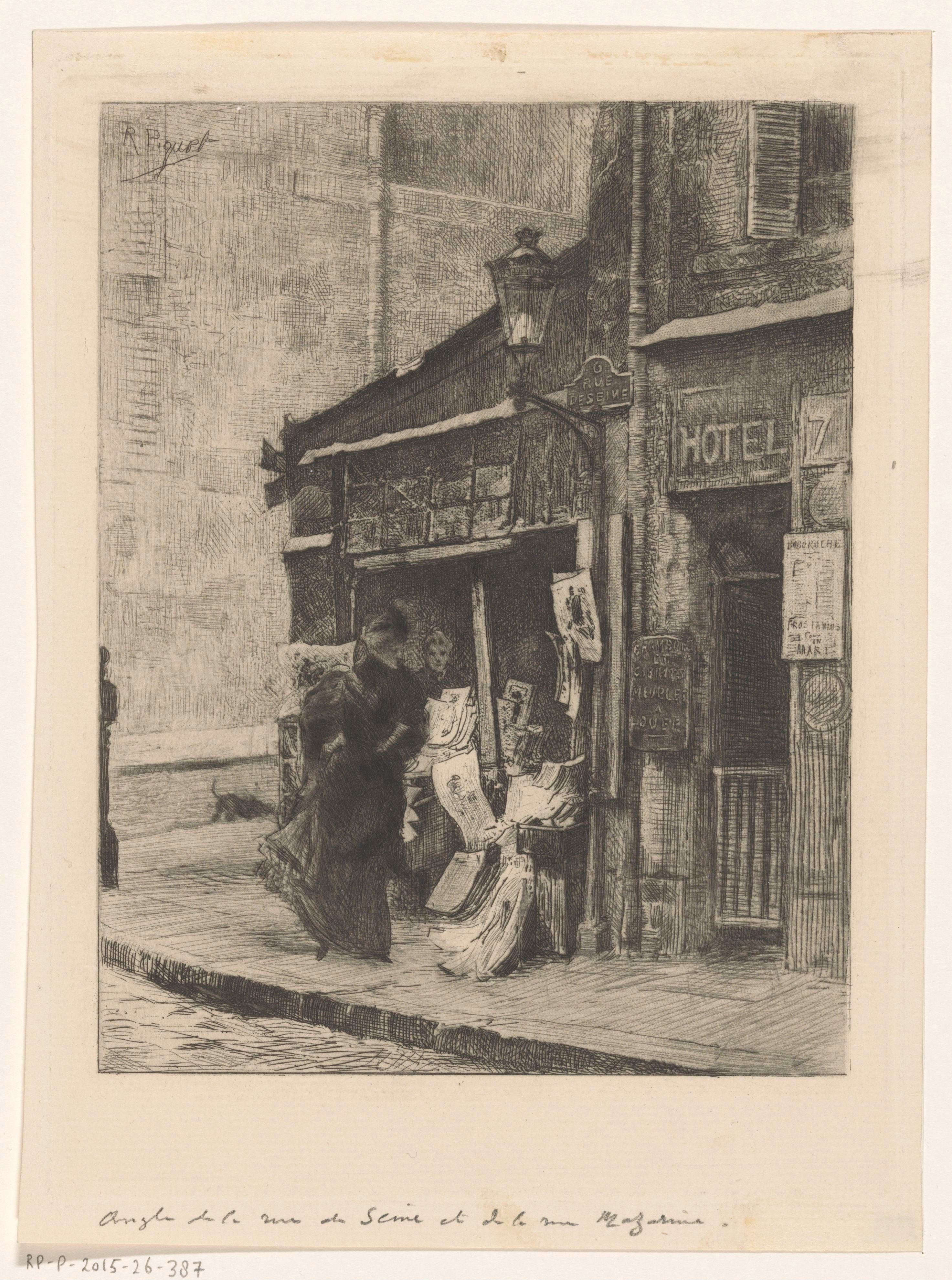
La Vieille Marchande d'estampes (1893), angle rue de Seine et rue Mazarine (Paris)